# 龙塘水库 (平塘县)
龙塘水库，位于中国贵州省平塘县通州镇境内。水库始建于1977年，一期工程1983年完工，1989年工程全面完工。总库容3220万立方米，正常蓄水位638.3米，正常蓄水位时水库面积3.06平方千米。水库大坝为砌石重力坝，坝高34米，长180.5米，坝顶宽11.7米。水库属于年调节水库，以发电为主，坝后电站3台机组总装机容量4.8兆瓦，年发电量2600万千瓦时。2020年6月，有傳聞指龍塘水庫因連日暴雨而崩塌，官方回應否認傳聞，表示河水暴漲是由暴雨所致。